# Плахотник, Матрёна Ефимовна
Матрёна Ефимовна Плахотник (1904, село Голики, теперь в составе города Ильинцы Ильинецкого района Винницкой области — 16 июня 1986) — советская деятельница, новатор сельскохозяйственного производства, доярка, председатель колхоза имени XX съезда КПСС села Голики Ильинецкого района Винницкой области. Герой Социалистического Труда (26.02.1958). Член ЦК КПУ в 1956—1961 годах.

## Биография
С 1930-х годов работала колхозницей, дояркой колхоза имени Сталина села Голики Ильинецкого района Винницкой области.
Член ВКП(б) с 1940 года.
Во время Великой Отечественной войны работала дояркой совхоза «Быково» Московской области. В 1944 году вернулась в село Голики и продолжила работать в колхозе имени Сталина.
В 1955 году надоила по 7524 литров молока от каждой из восьми закрепленных за ней коров.
С июня 1956 года — председатель колхоза имени XX съезда КПСС (бывший — имени Сталина) села Голики Ильинецкого района Винницкой области.
Потом — на пенсии в городе Ильинцы Ильинецкого района Винницкой области.

## Награды
- Герой Социалистического Труда (26.02.1958)
- орден Ленина (26.02.1958)
- ордена
- Большая золотая медаль Всесоюзной сельскохозяйственной выставки (1955)
- медали